# Bataille de Nam Dong
 (février 2022).
Le contenu est difficilement compréhensible vu les erreurs de traduction, qui sont peut-être dues à l'utilisation d'un logiciel de traduction automatique.
Batailles
La bataille de Nam Đông eut lieu du 5 au 6 juillet 1964 pendant la guerre du Vietnam, lorsque le Viet Cong (VC) et l'Armée populaire du Vietnam (PAVN) attaquèrent le camp du CIDG de Nam Đông, pour tenter de l'envahir. Au cours de cette bataille, cinquante-sept défenseurs sud-vietnamiens, deux Américains, un conseiller militaire australien et au moins soixante-deux attaquants vietcongs ont été tués.

## Bataille
Nam Đông est situé à cinquante-et-un kilomètres à l'ouest de Da Nang, dans une vallée située à proximité de la frontière laotienne. L'endroit était occupé par du personnel sud-vietnamien ainsi que par des conseillers américains et australiens, et servait de centre névralgique aux militants locaux du VC,.
Le 5 juillet 1964, à deux heures et demie du matin, les forces du PAVN / VC attaquent le camp par surprise et atteignent le périmètre extérieur de celui-ci, où les forces du CIDG réussissent à les contenir.
À quatre heures, l'officier supérieur, le capitaine américain Roger Donlon, lance un appel radio pour obtenir de l'aide. À six heures, six hélicoptères HMM-162 transportant des renforts escortés par deux hélicoptères de combat UH-1B de l'armée américaine quittent la base aérienne de Da Nang pour Nam Dong, mais ne peuvent atterrir sur place en raison d'un feu intense et doivent retourner à Da Nang,. Un CV-2 Caribou de l'armée américaine réussit néanmoins à larguer des munitions dans le camp et des A-1 Skyraiders de l'armée de l'air de la République du Vietnam (RVNAF) effectuent des frappes aériennes sur les troupes du PAVN / VC autour du camp ,.
À dix heures moins le quart, 18 HMM-162 UH-34D escortés par quatre UH-1B et deux RVNAF A-1 réussissent à débarquer une force de secours de quatre-vingt-treize hommes et à évacuer les blessés. À quatre heures moins le quart de l'après-midi, un autre vol de 10 UH-34 livre des munitions et de l'équipement au camp, mais à ce moment, la bataille est déjà terminée,.
Les pertes alliées sont de deux Américains, un Australien et cinquante CIDG tués, tandis que le PAVN / VC compte soixante-deux morts autour du camp,.

## Conséquences
Le capitaine Donlon est devenu le premier Américain à recevoir la médaille d'honneur au Vietnam pour avoir tué deux sapeurs VC et les avoir ainsi empêchés de percer la base de Nam Dong. Il subit plusieurs blessures par éclats d'obus lors des combats.
L'adjudant Kevin Conway de l'équipe d'entraînement de l'armée australienne au Vietnam (AATTV) fut tué au cours de l'assaut. Il devint le premier soldat australien à avoir été tué au combat pendant la guerre du Vietnam. Deux soldats américains, le sergent-chef Gabriel Alamo et le sergent John L. Houston, furent également tués au cours des combats le 6 juillet 1964. Ils seront décorés à titre posthume de la Distinguished Service Cross. Le sergent Terrance D. Terrin, médecin du béret vert de l'armée américaine, reçut la Silver Star pour sa bravoure lors de la bataille,.

## Les bérets verts
Une scène de bataille du film Les bérets verts, sorti en 1968, est inspirée de la bataille de Nam Đông.